# Microcharmus henderickxi
Espèce
Microcharmus henderickxi est une espèce fossile de scorpions de la famille des Buthidae.

## Historique
Microcharmus henderickxi a été décrite par Wilson R. Lourenço en 2009. Elle a été nommée en l'honneur de Hans Henderickx.

## Description
La femelle holotype mesure 10,45 mm.

## Distribution
Cette espèce a été découverte dans du copal à Madagascar dans la région Sava, à Sambava. Elle date de l'Holocène.

## Publication originale
- Lourenço, 2009 : « A new sub-fossil scorpion of the genus Microcharmus Lourenco, 1955 from Malagasy copal (Scorpiones, Microcharmidae). » Boletín de la Sociedad Entomológica Aragonesa, no 44, p. 135-137 (texte intégral).